# Johan van der Velde
Johan van der Velde (nascido a 12 de dezembro de 1956 em Rijsbergen, Brabante Setentrional) é um ciclista neerlandês. No Tour de France de 1980 foi a revelação da ronda gala ao ganhar a camisola branca de melhor jovem, acabando na décima-segunda posição na classificação geral. Em 1981 ganhou a segunda etapa e terminou novamente décimo-segundo na geral. A sua melhor atuação no Tour viveu-a na edição de 1982, onde acabou terceiro e calcou o pódio nos Campos Elíseos.
Seus filhos Ricardo e Alain também são ciclistas.

## Palmarés
| - 1978 - Volta aos Países Baixos, mais 1 etapa - Volta à Romandia, mais 2 etapas - Volta à Grã-Bretanha, mais 1 etapa - 1979 - 1 etapa do Volta à Romandia 1980 - - Classificação dos Jovens do Tour de France - Campeonato dos Países Baixos em Estrada - Dauphiné Libéré, mais 1 etapa - 1 etapa da Volta aos Países Baixos - 4 etapas da Volta à Catalunha - 1981 - 1 etapa do Tour de France - 1 etapa da Volta aos Países Baixos - 1 etapa do Dauphiné Libéré - 1 etapa do Volta à Romandia - 1 etapa do Midi Livre - 3 etapas da Volta à Catalunha - 1982 - Campeonato dos Países Baixos em Estrada - 1 etapa da Volta aos Países Baixos - 1 etapa da Volta à Catalunha - 3.º no Tour de France - Acht van Chaam | - 1983 - Campeonato de Zurique - 1 etapa da Setmana Catalã - 1984 - 1 etapa do Volta à Romandia - 3.º no Campeonato dos Países Baixos em Estrada - 1985 - 1 etapa do Volta à Romandia - Coppa Bernocchi - Classificação por pontos do Giro d'Italia - 1986 - Flecha Brabanzona - 1 etapa do Giro d'Italia - 1 etapa do Tour de France - 1987 - 2 etapas do Giro d'Italia, mais classificação por pontos - 1 etapa da Volta à Suíça - 1988 - Classificação por pontos do Giro d'Italia |

## Resultados nas grandes voltas
| Corrida            | 1978 | 1979 | 1980 | 1981 | 1982 | 1983 | 1984 | 1985 | 1986 | 1987 | 1988 | 1989 | 1990 |
| ------------------ | ---- | ---- | ---- | ---- | ---- | ---- | ---- | ---- | ---- | ---- | ---- | ---- | ---- |
| Giro d'Italia      | -    | -    | -    | -    | -    | -    | 5.º  | 22.º | 16.º | 9.º  | 65.º | Ab.  | -    |
| Tour de France     | -    | 14.º | 12.º | 12.º | 3.º  | Ab.  | -    | -    | 52.º | -    | -    | -    | -    |
| Volta a Espanha    | -    | -    | -    | -    | -    | -    | -    | -    | -    | -    | -    | -    | -    |
| Mundial em Estrada | 26.º | 28.º | -    | 11.º | 18.º | -    | 22.º | 9.º  | 22.º | 61.º | -    | -    | -    |

-: não participa

Ab.: abandono